# Vitstreckad fnittertrast
Vitstreckad fnittertrast (Grammatoptila striata) är en fågel i familjen fnittertrastar inom ordningen tättingar.

## Utseende och läte
Vitstreckad fnittertrast är med en kroppslängd på 29,5–34 centimeter en stor och kraftig medlem av familjen och har en tendens till att forma en buskig tofs på huvudet. Den är genomgående brun med vita streck på huvud och kropp. Näbben är rätt kraftig och svart.
Mellan fåglar i flockar hörs olika sorters hårt skriande eller hoande kontaktläten. Ofta hörs en serie upprepade stigande toner..

## Utbredning och systematik
Vitstreckad fnittertrast placeras som ensam art i släktet Grammatoptila och delas in i fem underarter med följande utbredning:
- Grammatoptila striata striata – nordvästra Himalaya från östra Punjab till Kumaon
- Grammatoptila striata vibex – Himalaya från västra och centrala Nepal till södra Tibet
- Grammatoptila striata sikkimensis – Himalaya från östra Nepal till sydöstra Tibet, sydvästra Kina, Sikkim och Bhutan
- Grammatoptila striata brahmaputra – Bhutan till Arunachal Pradesh och västra Myanmar
- Grammatoptila striata cranbrooki – norra Myanmar och sydvästra Kina (Yunnan)

### Släktestillhörighet
Tidigare fördes den till släktet Garrulax, men DNA-studier visar att den endast är avlägset släkt. Istället bildar den en klad med fåglar i släktena Cutia och Crocias som tillsammans är systergrupp till resten av arterna i familjen fnittertrastar.

## Levnadssätt
Vitstreckad fnittertrast påträffas i städsegröna lövskogar, ungskog, snårig djungel och kring bambustånd mellan 600 och 3060 meters höjd. Den lever av insekter som skalbaggar, men även frön och bär. Arten häckar mellan april och augusti.

## Status och hot
Arten har ett stort utbredningsområde och en stor population, men tros minska i antal till följd av habitatförstörelse och fragmentering, dock inte tillräckligt kraftigt för att den ska betraktas som hotad. Internationella naturvårdsunionen IUCN kategoriserar därför arten som livskraftig (LC). Världspopulationen har inte uppskattats men den beskrivs som mycket vanlig och vida spridd i Bhutan, lokalt vanlig i Nepal och Indien och ovanlig till lokalt vanlig i Myanmar.